# 松戸市役所
松戸市役所（まつどしやくしょ）は、日本の地方公共団体である松戸市の執行機関としての事務を行う施設（役所）。

## 所在地
- 〒271-8588
- 住所：千葉県松戸市根本387番地5

## アクセス
- 常磐線・京成松戸線の松戸駅東口から徒歩5分

## 業務時間
- 月曜日から金曜日の8時30分から17時（土曜日・日曜日・祝日・年末年始を除く）

## 庁舎
本館（地下1階、地上3階）は1958年に建設。新館（地下1階、地上9階）は1969年に建設された。
建設後数十年が経っていることから、建て替えの計画が検討されている。市当局は、旧法務局・検察庁跡地への移転新築を推進しようとしている。それに対し市議会は、現地建て替えを主張し対立している。

### 本館・議会棟・別館

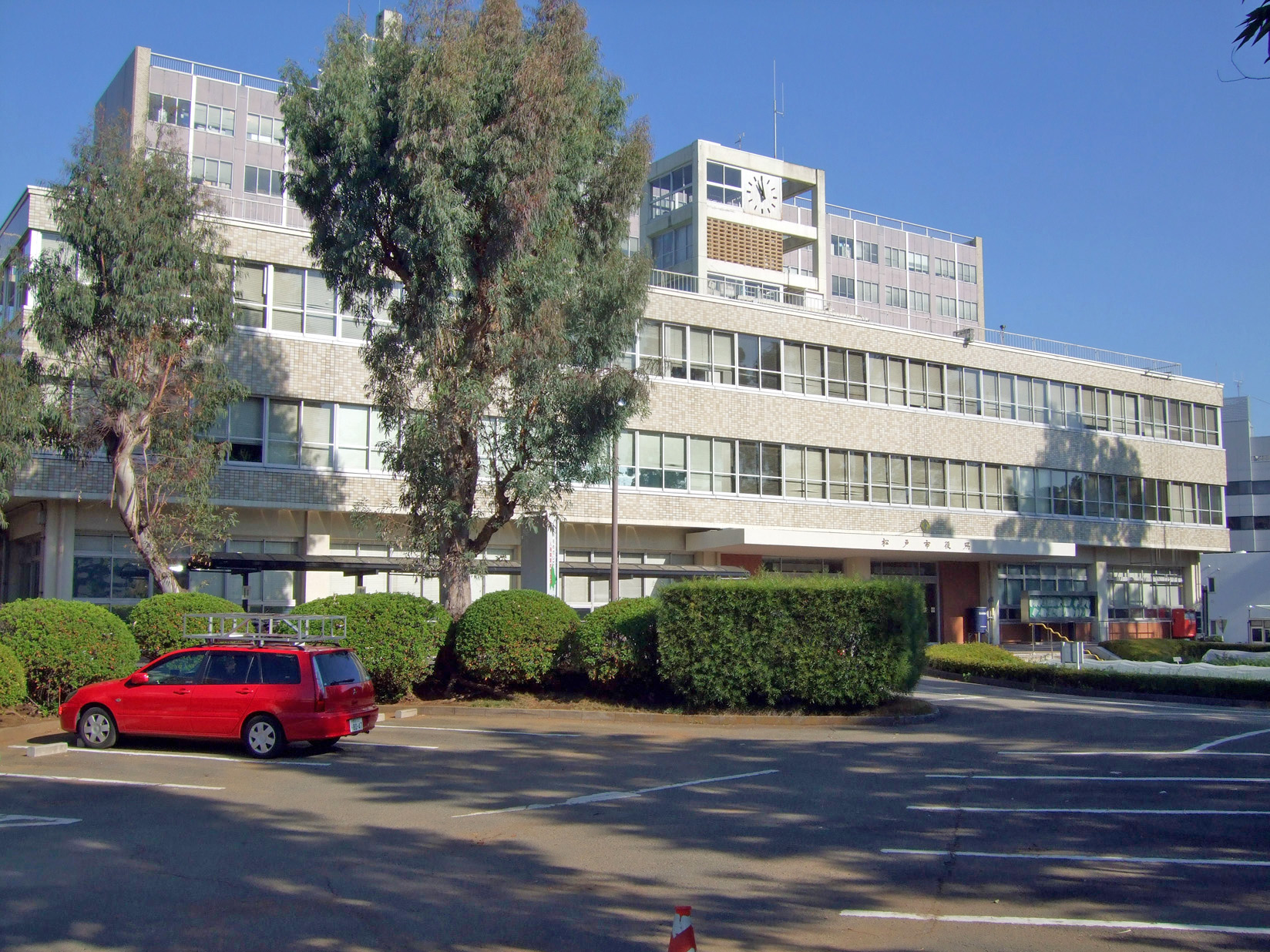
松戸市庁舎（本館）

| 階  | 本 館 |
| --- | --- |
| 3F  | 選挙管理委員会、選挙管理委員会員室、地域振興課、協働推進課、生活安全課（防犯対策担当室・自転車対策担当室）、市民環境本部（企画管理室）、国際交流担当室、（財）国際交流協会   |
| 2F  | 大会議室、会議室、税制課、市民相談課、すぐやる課、医務室 |
| 1F  | 保険課（広域保険担当室・収納担当室）、介護支援課（介護給付担当室・介護予防推進担当室・中央地域包括支援センター）、市民健康相談室、授乳室、高齢者無料職業紹介所、高齢者福祉課 |
| B1F | 食堂(閉店) |
| 階  | 議会棟 |
| 3F  | 議場、第二会議室、特別委員会室、新館3階連絡通路 |
| 2F  | 議員控室、第一・第二・第三委員会室、新館2階連絡通路 |
| 1F  | 議長室、応接室、副議長室、事務局長室、議会事務局、第二応接室、第一会議室、議会図書室、新館1階連絡通路                                                                        |
| B1F | ピロティー、玄関ホール |
| 階  | 別 館 |
| 4F  | 河川清流課（清流ルネッサンス担当室）、援護担当室、新館3階連絡通路 |
| 3F  | 下水道経営課、下水道整備課、下水道維持課 |
| 2F  | 道づくり課、道路維持課、建設総務課、建設担当部長室、新館1階連絡通路 |
| 1F  | 防災課、行政資料センター、公文書公開コーナー、情報公開担当室 |
| B1F | 研修室 |

### 新館

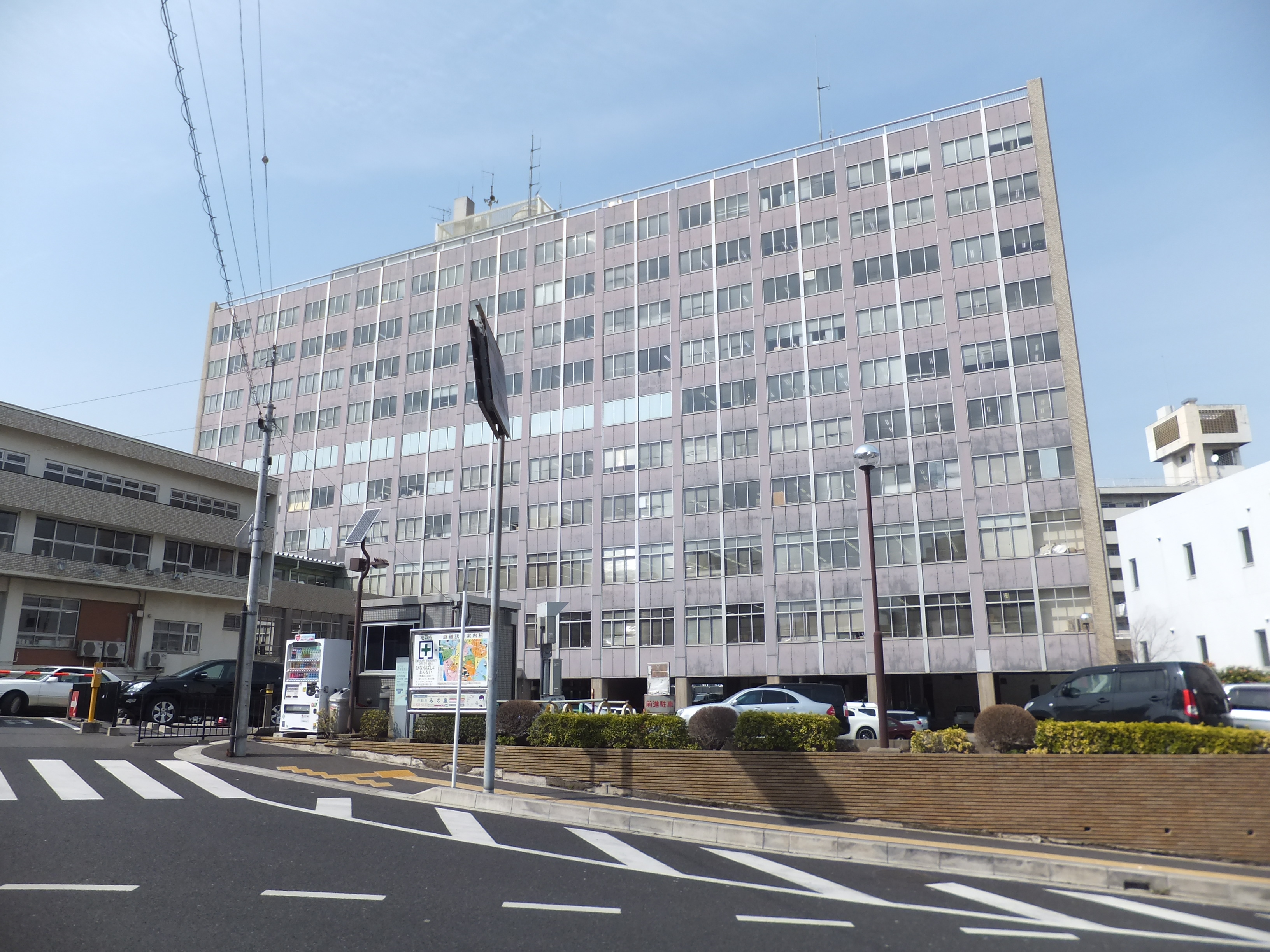
松戸市庁舎（新館）

| 階  | 概 要 |
| --- | --- |
| 12F | 会議室 |
| 9F  | 都市整備本部（企画管理室）、入札室、都市整備課（市街地整備担当室）、都市計画課（交通計画担当室、景観担当室、都市緑化担当部長室）        |
| 8F  | 建築保全課、みどりと花の課、公園緑地課、建築指導課、住宅政策課（宅地担当室）、指導調整室                                                |
| 7F  | 監査委員室（監査委員事務局）、契約課、工事検査課、保育課（市立保健所担当室・入所担当室）、国民年金課、大会議室                          |
| 6F  | 環境計画課（減CO2担当室・施設担当室）、環境業務課、環境保全課、管財課（財産管理担当室）、財務本部（企画管理室）、財政課                 |
| 5F  | 記者室、政策調整課（学校跡地担当室・広報担当室）、公平委員会室、副市長室、秘書課、市長室、市民サロン                                    |
| 4F  | 総務企画本部（企画管理室）、会議室、人事課、IT推進課、総務課                                                                            |
| 3F  | 健康福祉本部（企画管理室・病院整備計画担当室）、障害福祉課（障害給付担当室）、児童福祉課（児童給付担当室）、福祉事務所、別館4階連絡通路 |
| 2F  | 固定資産税課（償却資産担当室）、市民税課（法人市民税担当室）、収納課（特別整理担当室）、本館2階連絡通路                                 |
| 1F  | 市民課、ATMコーナー、千葉銀行松戸市役所出張所、会計課、会計管理者室、本館1階連絡通路                                                    |
| B1F | 守衛室、売店、有料コピー、本館B1階連絡通路                                                                                              |

### 教育委員会・経済担当部
| 階 | 教育委員会（京葉ガスビル）                                                                       |
| -- | ------------------------------------------------------------------------------------------------ |
| 6F | 社会教育課、教育総務課、会議室                                                                   |
| 5F | 教育施設課、教育長室、生涯学習本部（企画管理室）、会議室、こども課                               |
| 4F | 教育研修所、指導課、学務課（私立高校担当室）、学校教育担当部長室、保健体育課、学校保健給食担当室 |
|    | 経済担当部（京葉ガス第2ビル）                                                                    |
| 5F | 消費生活センター、消費生活課、会議室                                                             |
| 4F | 経済担当部長室、商工観光課、農業委員会、農業委員会会長室、農政課                                 |

## 支所・行政サービスセンター
- 行政サービスセンター - 松戸市松戸1181番地（松戸駅舎内）※2024年より、駅ビル(アトレ松戸)内へ移転
- 常盤平支所 - 松戸市常盤平3-30
- 小金支所 - 松戸市小金2 ピコティ西館3階
- 小金原支所 - 松戸市小金原6-6-2
- 六実支所 - 松戸市六高台3-71
- 馬橋支所 - 松戸市馬橋179番地の1 馬橋ステーションモール4階
- 新松戸支所 - 松戸市新松戸3-27
- 矢切支所 - 松戸市三矢小台3-10-5
- 東部支所 - 松戸市高塚新田363-4

## すぐやる課
第9代市長・松本清が在任中の1969年10月6日に「市役所は『市民に役立つ・役に立つ人がいる、所』」をモットーに、日本初の即応部門として設置した。部署名は“すぐ出来る事はすぐやる”から。当初の職員は課長・臼井銀次郎と課員1名。発足2日目に44件もの要望が入ったため急遽3人増員、課長他4人態勢となった。2017年現在は9人で構成される。
この思想は日本各地の首長に支持され、1975年（昭和50年）には全国315の地方公共団体で同名部署や同じ役割の部課が出来た。なお、“すぐやる課”で対応出来ない件は担当部署に回付、“可及的速やかに”処置する事になっている。
- 東京都世田谷区：すぐやる課
- 青森県三沢市：まちづくり対策室
- デンマーク、グラズサックセ市：StraXen（デンマーク語）

コロムビアからすぐやる課を題材にしたレコード『すぐやる課』（歌：仲清史）も発売された。1977年には臼井課長の一家をモデルとしたドラマ「すぐやる一家青春記」も制作されている。

## 関連文献
- 樹林ゆう子『マツモトキヨシ伝 - すぐやる課を作った男』〈DIME BOOKS〉小学館、1996年6月、ISBN 978-4093463614
- 鈴木喜代春『アイデアをいかした政治 - 松戸市役所すぐやる課』〈少年少女ノンフィクション 13〉小峰書店、1974年、国立国会図書館 蔵、松戸市立図書館 蔵
- 大隈秀夫『松戸市すぐやる課 - 人間都市の発見』光風社書店、1971年、松戸市立図書館 蔵